# Silky Sally/I've Got To Find The Looser
 Der er for få eller ingen kildehenvisninger i denne artikel, hvilket er et problem. Du kan hjælpe ved at angive troværdige kilder til de påstande, som fremføres i artiklen.

Silky Sally var den første single som den danske beatgruppe Gasolin' udgav i 1970.
Selve musikken er indspillet i Vanløse Bio, med Jørgen Bornefelt som producer, mens singlen er udgivet på det lille Aalborg-pladeselskab Spectator Records.
Rygtet siger at der kun blev solgt eller bortgivet omkring 155 ex. af denne, hvorfor den hører blandt sjældenhederne for samlere. Desuden findes de originale masterbånd ikke til singlen mere, da Spectator Records nedbrændte få år efter udgivelsen. Ved denne brand gik bl.a Gasolin's master tabt, samt en række uudgivet materiale fra andre grupper.
Singlen er i dag at finde på en opsamlings-CD, The Early Years, hvor man har samlet Gasolin's første engelsksprogede singler
Denne version er indspillet fra en af de 155 vinylsingler, der har overlevet siden 1970 hvor den udkom. Der er forsøgt at fjernet pladeskrat fra indspilningen, hvilket har givet den er meget chorus-agtig lyd.